# Kim Yoon-mi
Kim Yun-mi, née le 1er décembre 1980 à Séoul, est une patineuse de vitesse sur piste courte sud-coréenne.

## Carrière
Aux Jeux olympiques d'hiver de 1994, à Lillehammer en Norvège, Kim Yun-Mi est championne olympique en relais avec l'équipe sud-coréenne ; à l'âge de treize ans, elle devient la plus jeune championne olympique de l'histoire aux Jeux d'hiver. Entre 1995 et 1997, elle est trois fois championne du monde par équipe. Elle est à nouveau championne olympique de relais aux Jeux olympiques d'hiver de 1998, à Nagano au Japon.